# Héctor Vargas Bastidas
Héctor Vargas Bastidas, S.D.B. (Valdivia, 29 de diciembre de 1951-Temuco, 7 de marzo de 2022), fue un sacerdote, profesor chileno, Obispo de Arica de 2003 a 2013 y Obispo de Temuco de 2013 a 2022.

## Biografía
Nació en la ciudad de Valdivia el 29 de diciembre de 1951. Realizó sus estudios en el Instituto Salesiano de esa ciudad, al término de los cuales ingresó al seminario de la Pía Sociedad de San Francisco de Sales (salesianos) en Santiago. Hizo sus primeros votos religiosos en el año 1972. 
Realizó estudios universitarios en la Pontificia Universidad Católica de Chile, donde se graduó como profesor de estado, además de las carreras de Filosofía y Teología propias de la formación eclesiástica. Es magíster en Ciencias de la Educación por la Pontificia Universidad Salesiana de Roma. Es ordenado sacerdote el 15 de julio de 1978 de Mons. Tomas González Morales, Obispo de Punta Arenas, quien además había sido su maestro de novicios en las primeras etapas de la formación salesiana.
Se ha desempeñado como superior religioso, viceprovincial, responsable pastoral y asesor del movimiento juvenil de los Salesianos de Chile, además de fungir como rector del seminario de la congregación en Santiago. Fue director del Colegio Salesiano de Linares y el colegio Gratitud Nacional de Santiago. 

## Actividad pastoral
Desde sus inicios como sacerdote ha colaborado en diversas áreas de la educación católica, entre las cuales destaca su labor como consejero para los países del Cono Sur de la Confederación Interamericana de Educación Católica (CIEC) y como representante de la Oficina Mundial de Educación Católica (OIEC) ante la Comisión Económica de Naciones Unidas para América Latina (CEPAL). Formó parte del equipo directivo del Consejo de Rectores de las Universidades Chilenas para la nueva prueba de admisión y, además, integró el Consejo Nacional de Certificación de la Gestión Escolar de la Fundación Chile. 
El papa Juan Pablo II lo nombra obispo de Arica el 25 de noviembre de 2003, sucediendo en el gobierno episcopal de la diócesis a Mons. Renato Hasche Sánchez, S.I., fallecido en abril de 2003. La ceremonia de consagración se realizó el 4 de enero de 2004, fiesta de la Epifanía del Señor. Escogió como lema episcopal la frase: "Testimonio de Cristo Pastor".  El año 2008 participa de la Visita ad limina de los obispos chilenos en Roma, siendo recibido por el papa Benedicto XVI. En la Conferencia Episcopal de Chile, fue presidente del área de Educación y desde 2008 hasta su muerte presidió el área eclesial.

### Obispo de la Diócesis San Marcos de Arica
Durante su primer año al gobierno pastoral de la Diócesis San Marcos de Arica, convocó a la comunidad al primer Sínodo diocesano en el que participaron más de 400 grupos aportando las inquietudes y deseos de la comunidad diocesana. Ha consagrado 8 nuevos sacerdotes para Arica, y fundó la Escuela del Diaconado Permanente, consagrando a 17 hombres casados para este ministerio. Ha instituido 300 ministros laicos de la Palabra y la Eucaristía. Ha dado inicio a las Escuelas de Verano y de Invierno para la formación de 500 laicos, y a las Colonias Urbanas de verano “Villa Feliz”, al servicio de cientos de niños en riesgo social
A la fecha ha publicado también dos Cartas Pastorales, una sobre el Sínodo y el Padre Alberto Hurtado y otra sobre la Educación. Para una mejor organización y sobre todo participación en la Iglesia, publicó los Estatutos de las Parroquias y Decanatos, como asimismo echó a andar las Asambleas Diocesanas Mensuales. Trajo a la diócesis los Movimientos de Pastoral Familiar del Epe, Eme y Hogares Don Bosco. También introdujo el Programa Alpha para la evangelización y la formación cristiana. Pensando en los jóvenes trae los Movimientos de ENE, Escoge y Caminantes. Fundó la Vicaría de la Pastoral Social para un mejor servicio a los pobres, e implementó el Programa Emprende Mamá para el acompañamiento de madres adolescentes de condición vulnerable (Programa creado en el año 2000 por la Asociación de Damas Salesianas). En el 2004, instaló en la ciudad y en la Iglesia ariqueña, la celebración de la Fiesta patronal de la ciudad y diócesis en honor al Evangelista San Marcos. En este momento su mayor preocupación es la animación de la Misión Continental en la Diócesis. Sus esfuerzos, a su vez, estuvieron encaminados a multiplicar las instancias de formación, fraternidad, acompañamiento y estudios de los sacerdotes.
En el año 2008 funda el Colegio Juan Pablo II, subvencionado y gratuito, dispone el traslado y la construcción de nuevos edificios del Colegio San Marcos, e implanta en él un nuevo Proyecto Educativo Pastoral. Impulsó la construcción de los nuevos templos de las Parroquias Sagrada Familia, San Pablo, San Ignacio y las Capillas Laura Vicuña y Nuestra Señora de la Pampa y el Tamarugal.
El año 2007, fue elegido por los obispos como uno de los delegados de Chile a la V Asamblea del Consejo Episcopal Latinoamericano, realizada en Aparecida, Brasil.

## Llegada a Temuco
En mayo de 2013 el Papa Francisco lo decreta Obispo de Temuco luego de que Monseñor Manuel Camilo Vial presentara su renuncia al haber cumplido la edad permitida en el cargo. Comenzó sus funciones oficialmente en el mes de julio de 2013.
Falleció el 7 de marzo de 2022 debido a una enfermedad terminal. El 3 de marzo había recibido la unción de enfermos.

## Distinciones y reconocimientos
- Es nombrado “Hijo Ilustre de Arica” por parte de la Municipalidad de Arica.
- Recibió la “Medalla Bicentenario” del Poder Judicial de Chile.